# Edzard Tjarda van Starkenborgh Stachouwer (1797-1872)

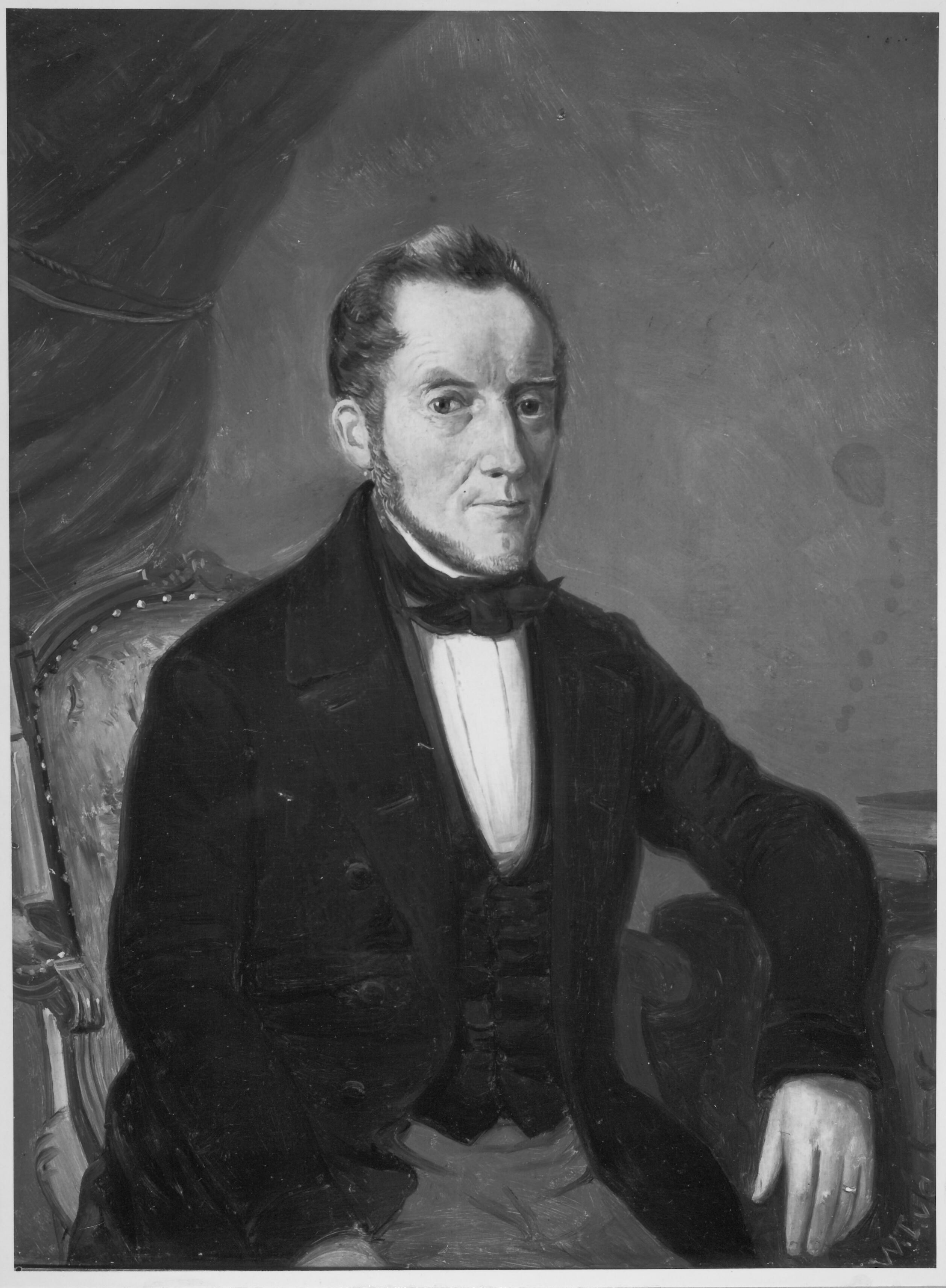
Edzard Tjarda van Starkenborgh Stachouwer

Jhr. mr. Edzard Tjarda van Starkenborgh Stachouwer, heer van Schiermonnikoog (2/3e - 1801 tot 1858) (Wehe, 18 juni 1797 - Breukelen-Sint Pieters, h. Vechtenhoff, 4 mei 1872) was een Nederlands jurist en bestuurder. Zijn kleinzoon (geboren in 1859) heeft dezelfde naam, Edzard Tjarda van Starkenborgh Stachouwer.  
Tjarda was een telg uit het geslacht Tjarda van Starkenborgh. Na de dood van zijn vader in 1821 verkocht hij zowel de borg Verhildersum als Borgweer - de laatste op afbraak in 1831. Hij liet vervolgens een nieuw huis - de Weerborg - dichter bij de weg in Wehe bouwen.
Hij was burgemeester van Leens van 1829 tot 1839. In 1830 moest hij tijdelijk vluchten naar Groningen toen de bevolking van Leens in opstand kwam tegen een extra rijksbelasting om de kosten van de Tiendaagse Veldtocht te bekostigen. Na dreiging van inkwartiering legden de Leensters zich alsnog neer bij de belasting en keerde hij terug. Na zijn vertrek  als burgemeester in 1839 verkocht hij de Weerborg, die kort daarna in 1840 (7 jaar na de bouw) gesloopt werd.
In de jaren 1830-1840 was hij ook lid van de Provinciale Staten van Groningen. Zijn vader werd in 1814 benoemd in de ridderschap van Groningen waardoor hij en zijn nakomelingen het predicaat van jonkheer en jonkvrouw mochten gaan voeren. Aan het eind van zijn leven trok hij zich terug naar Breukelen om te rentenieren.
Het eiland Schiermonnikoog was vanaf 1640 eigendom van de familie Stachouwer. In 1859 verkochten Edzard Tjarda van Starkenborgh Stachouwer en Gratia Susanna Stachouwer, vrouwe van Schiermonnikoog (1/3e - tot 1858) (1791-1867) het eiland voor 98.000 gulden aan John Eric Banck.
In Leens en op Schiermonnikoog zijn straten naar Tjarda van Starkenborgh Stachouwer genoemd.
- Biografisch Portaal: 83160406
- Gemeinsame Normdatei: 1221559370
- International Standard Name Identifier: 0000 0003 9652 7917
- Nederlandse Thesaurus van Auteursnamen: 141146389
- Virtual International Authority File: 291474608
- WorldCat: E39PBJfh6ktHRkkXMBVcFpwgrq